# Medeolaria farlowii
Medeolaria farlowii és una espècie de fong ascomicot de l'ordre dels helotials (Helotiales). És l'única espècie del gènere Medeolaria i de la família Medeolariaceae. Abans se la classificava en un ordre propi, Medeolariales, però actualment se la considera membre de l'ordre dels helotials.